# قلعه دیزیجان
قلعه دیزیجان (شازند)، روستایی از توابع بخش مرکزی شهرستان شازند در استان مرکزی ایران است.

## جمعیت
این روستا در دهستان قره کهریز قرار دارد و براساس سرشماری مرکز آمار ایران در سال ۱۳۸۵، جمعیت آن ۳۰۹ نفر (۷۸خانوار) بوده‌است.